# Prêmio Walter Schottky
O Prêmio Walter Schottky (em alemão:  Walter-Schottky-Preis) da Deutsche Physikalische Gesellschaft reconhece trabalhos de pesquisa ímpares de jovens pesquisadores sobre física do estado sólido.
É concedido anualmente desde 1973. Dotado com 10.000 euro (situação em 2013), é apoiado pela Siemens AG e Infineon Technologies, sendo o mais significativo prêmio alemão na área de física dos corpos sólidos.
Walter Schottky (1886–1976) foi um pioneiro da eletrônica. Foi professor de física teórica, mas imprimiu à física experimental um impulso fundamental. Seu nome é eternizado pelo diodo Schottky.

## Recipientes
- 1973: Peter Ehrhart
- 1974: Andreas Otto
- 1975: Karl-Heinz Zschauer
- 1976: Franz Wegner
- 1977: Siegfried Hunklinger
- 1978: Bernhard Authier, Horst Fischer
- 1979: Heiner Müller-Krumbhaar
- 1980: Klaus Funke
- 1981: Klaus von Klitzing
- 1982: Volker Dohm, Reinhard Folk
- 1983: Klaus Sattler
- 1984: Gottfried Döhler
- 1985: Hans Werner Diehl, Siegfried Dietrich
- 1986: Gerhard Abstreiter
- 1987: Bernd Ewen, Dieter Richter
- 1988: Martin Stutzmann
- 1989: Ulrich Eckern, Gerd Schön, Wilhelm Zwerger
- 1990: Hermann Grabert, Helmut Wipf
- 1991: Christian Thomsen
- 1992: Kurt Kremer
- 1993: Gertrud Zwicknagl
- 1994: Paul Müller
- 1995: Jochen Feldmann
- 1996: Bo Persson
- 1997: Christoph Geibel
- 1998: Achim Wixforth
- 1999: Thomas Herrmannsdörfer
- 2000: Clemens Bechinger
- 2001: Manfred Bayer
- 2002: Harald Reichert
- 2003: Jurgen Smet
- 2004: Markus Morgenstern
- 2005: Wolfgang Belzig
- 2006: Manfred Fiebig
- 2007: Jonathan Finley
- 2008: Fedor Jelezko
- 2009: Florian Marquardt
- 2010: Thomas Seyller
- 2011: não concedido
- 2012: Alex Greilich
- 2013: Claus Ropers
- 2014: Sven Höfling
- 2015: Frank Pollmann, Andreas Schnyder
- 2016: Ermin Malic
- 2017: Helmut Schultheiß